# 2007年度兒歌金曲頒獎典禮得獎名單
2007年度兒歌金曲頒獎典禮，於2007年8月25日舉行。
主題：懷舊
司儀︰鄭丹瑞、安德尊、曾華倩、張嘉兒
兒童節大使︰鄧上文、周家蔚、王貽興、曾華倩、彭冠期

## 十大兒歌金曲
1. 《We are family》 - 湯盈盈 （《我們這一家》片頭曲）
2. 《朱古力與雲呢拿》 - 廖碧兒、胡杏兒
3. 《軍曹 Again》 - 黃宗澤 （《Keroro軍曹》片頭曲）
4. 《星星的加冕》 - 佘詩曼 （《大長今》動畫版片頭曲）
5. 《單車王子》 - 鄧健泓 （《單車新人王》片頭曲）
6. 《Be Brave! 幪面超人!》 - 林峯 （《幪面超人劍》片頭曲）
7. 《童話 Everyday》 - 裕美
8. 《動物橫町》 - 鍾嘉欣，頒獎嘉賓︰黃智賢、魯文傑、姚安娜 （《動物橫町》片頭曲[1]）
9. 《小學館》 - 關智斌、吳浩康、泳兒、鍾舒漫
10. 《厚愛》 - 薛家燕、石祐珊

## 最受爹D媽咪歡迎兒歌大獎
- 《We are family》 - 湯盈盈

## 最佳兒歌歌曲大獎
- 《星星的加冕》 - 作曲：鄧智偉  主唱：佘詩曼

## 最佳兒歌歌詞大獎
- 《眼睛》 - 作詞、作曲、主唱：李紫昕，頒獎嘉賓︰莫鳳儀

## 至尊兒歌大獎
- 《烏卒卒》 - 陳松伶

## 兒歌金曲金獎
- 《星星的加冕》 - 佘詩曼

## 相關連結
- TVB兒童節2007．兒童節快訊（页面存档备份，存于）